# 기적/NO.1
〈기적/NO.1〉(일본어: 奇蹟/NO.1 키세키-[*])은 대한민국의 여자 가수 보아의 7번째 일본 싱글이다. 보아의 일본 싱글 판매량에서는 7번째로 많이 팔린 싱글이다.

## 설명
- 보아의 첫 번째 더블A사이드 (양A사이드) 싱글이다.
- 전작 싱글 〈VALENTI〉의 기세를 이어가 빠르게 발매하였다.
- 한국 2집 《No.1·늘..》의 타이틀 곡 〈No.1〉을 번안하여 수록하였다.
- 이 앨범에 수록된 일본어 버전〈No.1〉은 기존의 한국어, 영어 버전에 비해 베이스 반주 소리가 더욱 강렬해지고, 후렴구 부분에서 목소리에 묻혀 잘 들리지 않는 반주음의 볼륨이 조절되는 등 전체적으로 좀더 높은 완성도를 갖추고 있다.
- 커플링 곡 〈flower〉는 CM 광고를 위해 영어버전으로도 녹음 되었지만, 발매하거나 공개한 이력은 없다.

## 수록곡
1. 奇蹟
  - 작사: 와타나베 나츠미／작곡: 코스케 모리모토／편곡: 마츠바라 켄
2. NO.1
  - 일본어 작사: 소노다 료지／작곡: ZIGGY／편곡: 안익수
  - 한국에서 대히트 곡의 일본어판.
3. flower
  - 작사: 소노다 료지／작곡: BOUNCEBACK／편곡: AKIRA
  - 영어판도 존재하지만, 발표되진 않았다.
4. 奇蹟（Instrumental）
5. NO.1（Instrumental）
6. flower（Instrumental）